# Jan Turkiewicz

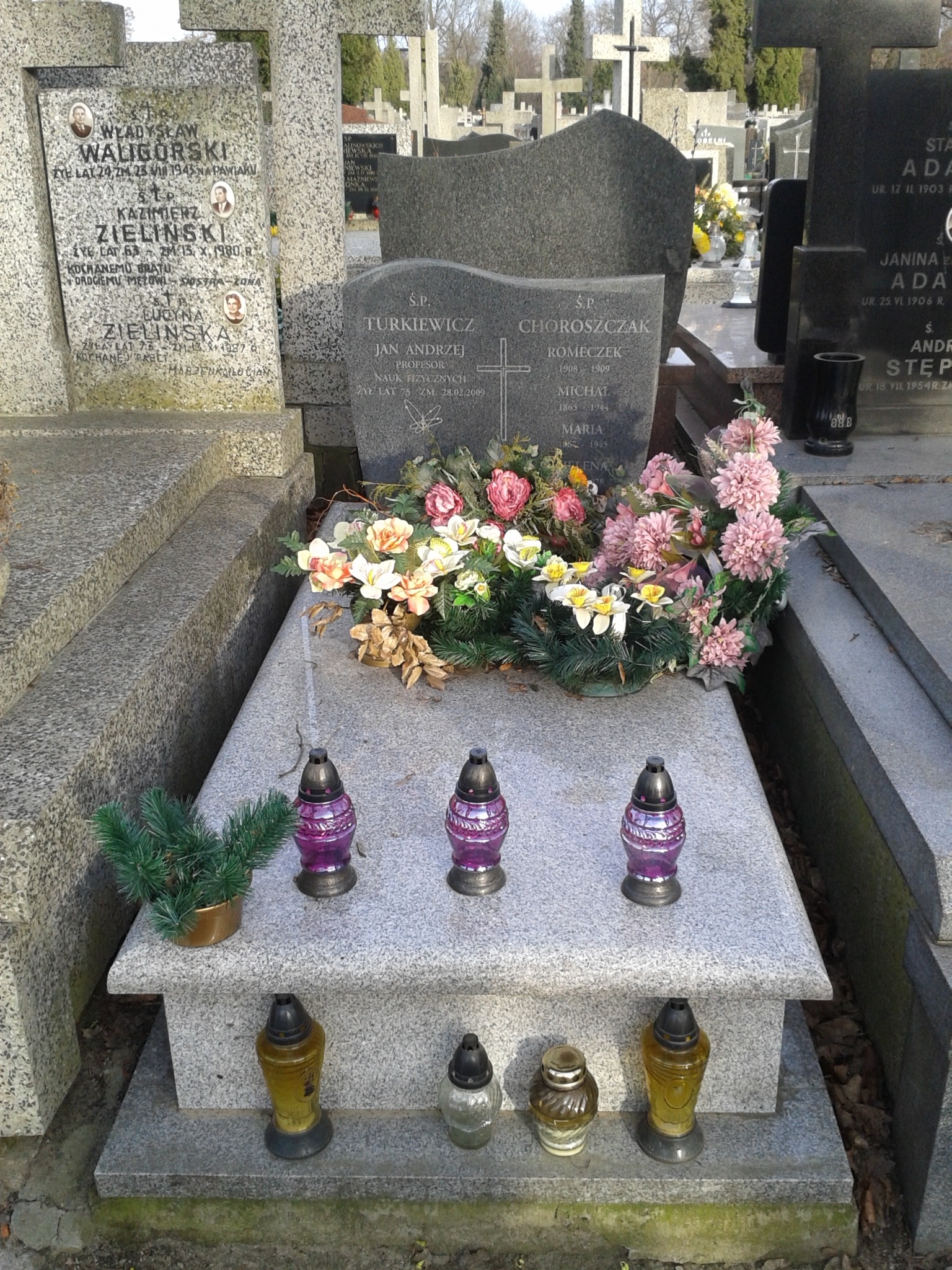
Grób prof. Jana Turkiewicza na cmentarzu Bródnowskim

Jan Andrzej Turkiewicz (ur. 30 maja 1934 w Krzemieńcu, zm. 28 lutego 2009 w Konstancinie-Jeziornie) – polski fizyk jądrowy.

## Życiorys
Urodził się w rodzinie inżyniera leśnictwa, który był zarządcą dóbr Liceum Krzemienieckiego, wcześnie został osierocony i przebywał w ukraińskim domu dziecka, skąd rodzina matki zabrała go do Warszawy. Uczył się w Liceum Ogólnokształcącym im. Wojciecha Górskiego, po zdaniu egzaminu dojrzałości w 1952 rozpoczął studia na Wydziale Matematyki, Fizyki i Chemii Uniwersytetu Warszawskiego. W 1956 obronił pod kierunkiem prof. Mariana Danysza pracę magisterską, a następnie rozpoczął pracę w Instytucie Badań Jądrowych. Od 1957 przez rok przebywał na stażu w Centrum Badań Jadrowych (CEN) w Saclay we Francji. W 1963 uzyskał na Uniwersytecie Warszawskim stopień doktora nauk matematyczno-fizycznych i uzyskał stanowisko adiunkta i kierownika pracowni, rok później rozpoczął pracę nauczyciela akademickiego. W 1969 przedstawił w Instytucie Badań Jądrowych pracę habilitacyjną, a następnie wyjechał na staż w Zjednoczonym Instytucie Badań Jądrowych w Dubnej w Związku Radzieckim. Po powrocie został docentem i kierownikiem pracowni. W 1975 uzyskał w Instytucie Badań Jądrowych tytuł profesora nadzwyczajnego, został wówczas ekspertem Międzynarodowej Agencji Energii Atomowej w Wiedniu. Od 1983 przez cztery lata pełnił funkcję dyrektora Instytutu Problemów Jądrowych im. Andrzeja Sołtana w Świerku, w 1987 uzyskał tam tytuł profesora zwyczajnego. W 1997 przeszedł na emeryturę. Członek Polskiego Towarzystwa Fizycznego.
Został pochowany na cmentarzu Bródnowskim (kw. 88B, rząd 6, grób 21).

## Dorobek naukowy
Dorobek naukowy prof. Jana Turkiewicza obejmuje ponad 130 publikacji naukowych w krajowych i zagranicznych czasopismach fachowych, referatów przedstawianych na wielu międzynarodowych konferencjach. Już pierwsze prace zdobyły uznanie na arenie międzynarodowej i były referowane w 1958 podczas II Międzynarodowej Konferencji Pokojowego Wykorzystania Energii Jądrowej w Genewie. Przeważająca część prac dotyczyła badań nad oddziaływaniem szybkich neuronów istotnych podczas eksploatacji reaktorów termojądrowych.

## Nagrody
- Nagroda zespołowa Państwowej Rady ds. Pokojowego Wykorzystania Energii Jądrowej (trzykrotnie);
- Nagroda indywidualna I stopnia Państwowej Rady ds. Pokojowego Wykorzystania Energii Jądrowej.